# 僧屋敷の滝
僧屋敷の滝（そうやしきのたき）は兵庫県姫路市夢前町にある滝である。

## 概要
雪彦山から4kmほど東にある落差約45mの姫路一の大滝。夢前町の山之内は昔伯耆大山へ向かう近道で、その道を通る僧侶や行者が修行した小屋が滝の近くにあり、その小屋が僧屋敷と呼ばれていたことから滝名になったと伝えられている。

## 登山史
- 2017年8月 小峰直城と小阪健一郎が初登攀に成功した[2][3]。